# Florence Nakiwala Kiyingi
Florence Nakiwala Kiyingi (nhũ danh Florence Nakiwala), là một nữ doanh nhân và chính trị gia người Uganda. Bà là Bộ trưởng Bộ Các vấn đề Thanh niên và Trẻ em trong Nội các của Uganda. Bà được bổ nhiệm vào vị trí đó vào ngày 6 tháng 6 năm 2016.

## Bối cảnh và giáo dục
Florence Nakiwala sinh năm 1972, tại Kimanya, quận Masaka, với cha mẹ là Charles Ssonko và Perepetwa Najjuma. Bà là đứa con thứ 8 trong số 12 đứa con. Cha bà là Quận trưởng Buddu tại thời điểm đó. Bà học tại trường tiểu học Kimanya trước khi được nhận vào trường Trinity College Nabbingo để học chương trình giáo dục O-Level và A-Level. Khi ở Nabbingo, bà được đánh giá vệ sinh sạch nhất tại trường.
Nakiwala học tại Đại học Makerere, tốt nghiệp Cử nhân Thương mại. Trong khi ở đó, bà được bầu vào Ủy ban điều hành của Nkoba Za Mbogo, tổ chức của sinh viên Baganda tại Đại học Makerere. Nakiwala cũng từng là người lãnh đạo của các sinh viên thương mại trong khóa học của mình. Trong năm đầu tiên tại Makerere, bà đã gặp và cuối cùng yêu và cưới Deogratius Kiyingi, Thành viên của Nghị viện Quốc hội Bukomansimbi tại Quốc hội khóa 10 (2016 - 2021).

## Sự nghiệp kinh doanh
Khi bà còn thiếu niên đang học trung học, bà đã có một chuyến đi đến London và chứng kiến một cơ sở y tế hoạt động tốt như thế nào. Điều này khiến Nakiwala có một mong muốn cháy bỏng để sở hữu một cơ sở chăm sóc sức khỏe tốt khi cô lớn lên. Sau khi tốt nghiệp Makerere, bà thành lập Trung tâm y tế Lisa, một chuỗi các phòng khám và bệnh viện ngắn hạn ở Uganda, với một chi nhánh ở Nairobi, Kenya.

## Sự nghiệp trong Chính phủ Buganda
Nakiwala từng là Bộ trưởng Bộ Thanh niên tại Vương quốc Buganda, trong thời gian năm năm. Sau đó, bà giữ chức Bộ trưởng Du lịch tại vương quốc cho đến tháng 6 năm 2016.